# Hričovská skalná ihla
Hričovská skalná ihla je skalní jehla chráněná jako přírodní památka v katastrálním území obce Hričovské Podhradie v okrese Žilina v Žilinském kraji na Slovensku. Chráněné území bylo vyhlášeno v roce 1965 a jeho rozloha je 0,63 hektaru. Předmětem ochrany je skalní útvar, pozůstatek většího bradla na pomezí Súľovských vrchů a Považského podolie. Vznikl mechanickým a chemickým zvětráváním v pleistocénu.